# Montigny-lès-Vesoul
Montigny-lès-Vesoul ist eine Gemeinde im französischen Département Haute-Saône in der Region Bourgogne-Franche-Comté.

## Geographie
Montigny-lès-Vesoul liegt auf einer Höhe von 220 m über dem Meeresspiegel, etwa sieben Kilometer westlich von Vesoul (Luftlinie). Das Dorf erstreckt sich im zentralen Teil des Departements, leicht erhöht am nördlichen Rand der Talmulde des Durgeon, am Südfuß des Mont l'Essart.
Die Fläche des 6,47 km² großen Gemeindegebiets umfasst einen Abschnitt im Bereich des Beckens von Vesoul. Die südliche Grenze verläuft meist entlang dem Durgeon, der mit mehreren Windungen durch eine rund ein Kilometer breite Talebene nach Südwesten fließt. Die Niederung liegt auf durchschnittlich 215 m und wird überwiegend landwirtschaftlich genutzt. Von der Talniederung erstreckt sich das Gemeindeareal nordwärts über einen relativ steilen Hang auf die Hochfläche von Montigny (durchschnittlich 250 m). Diese Hochfläche besteht aus einer Wechsellagerung von kalkigen und sandig-mergeligen Sedimenten der mittleren Jurazeit und der Lias (Unterjura). Nach Nordosten steigt dieses Plateau leicht an zum vorwiegend bewaldeten Höhenrücken des Mont l'Essart, auf dem mit 308 m die höchste Erhebung von Montigny-lès-Vesoul erreicht wird.
Nachbargemeinden von Montigny-lès-Vesoul sind Scye und Grattery im Norden, Vaivre-et-Montoille im Osten, Chariez im Süden sowie Pontcey und Vauchoux im Westen.

## Geschichte
Erstmals urkundlich erwähnt wird Montigny im Jahr 1213. Im Mittelalter gehörte das Dorf zur Freigrafschaft Burgund und darin zum Gebiet des Bailliage d’Amont. 1286 wurde auf Veranlassung von Héloise de Joinville ein Klarissenstift (Abbaye des Dames Nobles) gegründet. Dieses wurde im Lauf der Zeit mehrfach in Mitleidenschaft gezogen: 1356 und 1437 durch die Grandes Compagnies und 1595 durch Truppen von Tremblecourt. Montigny selbst wurde 1477 von französischen Truppen und während des Dreißigjährigen Krieges von Truppen des Herzogs Bernhard von Sachsen-Weimar geplündert und gebrandschatzt. In der Folge wurde Montigny durch eine Kolonie von Siedlern aus Savoyen wiederbesiedelt. Zusammen mit der Franche-Comté gelangte das Dorf mit dem Frieden von Nimwegen 1678 definitiv an Frankreich. Heute ist Montigny-lès-Vesoul Mitglied des 19 Ortschaften umfassenden Gemeindeverbandes Communauté de communes de l'agglomération de Vesoul.

## Sehenswürdigkeiten
Die Pfarrkirche Saint-Laurent wurde 1726 neu erbaut und 1860 umfassend restauriert. Sie besitzt reiches Mobiliar aus dem 18. Jahrhundert, darunter der Hochaltar, sowie zahlreiche Grabplatten. Das Klarissenstift Abbaye de Montigny-lès-Vesoul wurde nach einem Großbrand 1686 bis Mitte des 18. Jahrhunderts wiederaufgebaut. Die Konventsgebäude bilden ein eindrückliches Ensemble um die Kirche, die 1735 wiedererrichtet wurde und einen Hochaltar von 1768 beherbergt. Im Bereich der Kirche befinden sich mehrere Kreuze, die auf die Jahre 1592 und 1622 datiert sind.

## Bevölkerung
| Jahr                       | 1962 | 1968 | 1975 | 1982 | 1990 | 1999 | 2006 |
| Einwohner                  | 204  | 252  | 365  | 459  | 496  | 538  | 626  |
| Quellen: Cassini und INSEE |      |      |      |      |      |      |      |

Mit 635 Einwohnern (1. Januar 2022) gehört Montigny-lès-Vesoul zu den kleineren Gemeinden des Département Haute-Saône. Nachdem die Einwohnerzahl in der ersten Hälfte des 20. Jahrhunderts abgenommen hatte (1881 wurden noch 313 Personen gezählt), wurde seit Beginn der 1960er Jahre ein kontinuierliches Bevölkerungswachstum verzeichnet. Seither hat sich die Einwohnerzahl verdreifacht.

## Wirtschaft und Infrastruktur
Montigny-lès-Vesoul war bis weit ins 20. Jahrhundert hinein ein vorwiegend durch die Landwirtschaft (Ackerbau, Obstbau und Viehzucht) geprägtes Dorf. Heute gibt es verschiedene Betriebe des lokalen Kleingewerbes. In den letzten Jahrzehnten hat sich das Dorf zu einer Wohngemeinde gewandelt. Viele Erwerbstätige sind deshalb Wegpendler, die in der Agglomeration Vesoul ihrer Arbeit nachgehen.
Die Ortschaft liegt abseits der größeren Durchgangsachsen an einer Departementsstraße, die von Port-sur-Saône nach Vaivre-et-Montoille führt. Eine weitere Straßenverbindung besteht mit Chariez.